# Leo Nucci

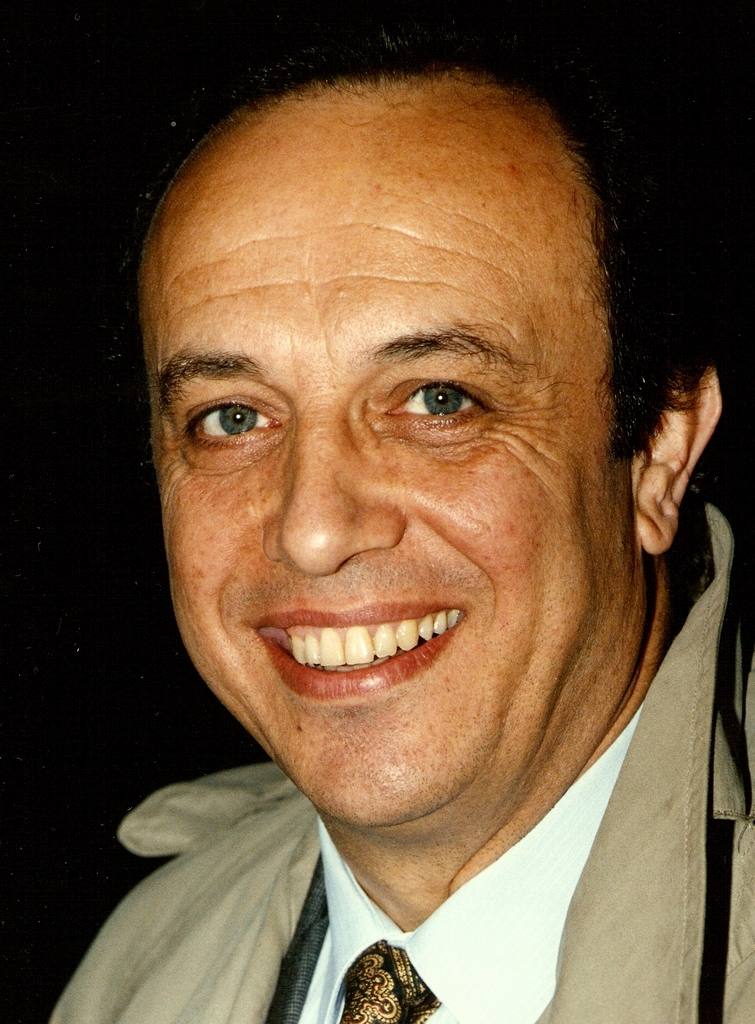
Leo Nucci (1986)

Leo Nucci (* 16. April 1942 in Castiglione dei Pepoli bei Bologna) ist ein italienischer Opernsänger (Bariton). Er ist verheiratet mit der italienischen Sopranistin Adriana Anelli und hat mit ihr eine Tochter.

## Leben und Karriere
Schon während seiner Lehrzeit als Schlosser begann Leo Nucci ab 1957 seine Stimme bei Mario Bigazzi ausbilden zu lassen und setzte seine Gesangsstudien dann bei Giuseppe Marchesi in Bologna in den Jahren zwischen 1959 und 1968 fort. Noch als Schüler Marchesis gewann er 1967 einen Gesangswettbewerb in Spoleto. Dieser Erfolg brachte ihm seinen ersten Bühnenauftritt als Figaro im Barbiere di Siviglia von Rossini ein. Er ergriff jedoch zunächst keine Solistenlaufbahn, sondern wurde Mitglied des Chores der Mailänder Scala. Nach erneuten Studien bei Maestro Ottoviano Bizzani in Mailand gewann er 1973 einen weiteren Wettbewerb (Concours de Vercelli) und debütierte erneut als Solist, diesmal in der Titelrolle in Verdis Rigoletto. Nach einiger Zeit an italienischen Provinzbühnen erfolgte 1976 sein Debüt an der Mailänder Scala. Es folgten in den nächsten Jahren die Debüts an weiteren bedeutenden internationalen Opernbühnen (Royal Opera House Covent Garden London, Wiener Staatsoper, New Yorker Metropolitan Opera). Seitdem tritt er weltweit in seinem über 45 Rollen umfassenden Repertoire auf. Allein die Rolle des Rigoletto hat Nucci über 400 mal gesungen. Er arbeitete mit fast allen bedeutenden Dirigenten und Gesangskollegen zusammen und nahm eine kaum überschaubare Anzahl von Schallplatten und CDs auf.
Nuccis Weigerung im Jahre 1986, wegen des modernen Regiekonzepts in einer Rigoletto-Inszenierung des Regisseurs Johannes Schaaf an der Hamburgischen Staatsoper mitzuwirken, veranlasste den damaligen Intendanten Rolf Liebermann, Schaaf auszuladen und eine alte, konventionellere Inszenierung von Gilbert Deflo von den Städtischen Bühnen Nürnberg als Ersatz einzukaufen, um Nucci zu halten. Infolgedessen erhielt Nucci einigen Gegenwind bei Teilen des deutschen Publikums und vor allem der deutschen Presse. Fortan gastierte er auf deutschen Opernbühnen wegen der deutlich gewordenen gegensätzlichen Positionen selten. Im Gegensatz dazu feiert Nucci am Opernhaus Zürich regelmäßig große Erfolge u. a. in den Aufführungen von Verdis Nabucco, Ernani, Stiffelio, Rigoletto, Il trovatore, La traviata, I vespri siciliani, Simon Boccanegra und La forza del destino. Auch an der Wiener Staatsoper ist er regelmäßiger Gast.
Am 6. Juni 2003 sang er unter anderem im 3. Herbert von Karajan Gedächtniskonzert im Congress Centrum Ulm unter der musikalischen Leitung des Dirigenten James Allen Gähres. Mit den Sängerinnen Stella Grigorian und Vera Schoenenberg sang Nucci italienische Opernarien und Duette. Im Juli 2010 trat er beim Opernfestival in Solothurn als Rigoletto an der Seite von Celso Albelo (Herzog von Mantua) und Eva Lind (Gilda) auf.
Im Januar 2016 sang er an der Mailänder Scala den Rigoletto neben Nadine Sierra als Gilda. Am 22. Februar 2020 sang Leo Nucci mit fast 78 Jahren am Teatro Regio in Turin seinen bisher letzten Nabucco.

## Auszeichnungen
Leo Nucci wurde im Laufe seiner Karriere mit einer großen Anzahl von Auszeichnungen und Preisen geehrt. Die wichtigsten sind:
- 1992: Grande Ufficiale della Repubblica Italiana
- 1996: Ernennung zum Kammersänger der Wiener Staatsoper
- 2000: Ernennung zum Goodwill Ambassador der UNICEF für Italien
- 2002: Chevallier de l'Ordre des Arts et des Lettres
- 2004: Verleihung der Ehrenmitgliedschaft und des Ehrenrings der Wiener Staatsoper
- 2004: Verleihung des 24. Premio Caruso
- 2009: Ehrenbürgerschaft der Stadt Parma

## Diskographie (Auszüge)
Recitals
- Leo Nucci – Verdi Arias (1983)
- Leo Nucci – Belcanto Arias (1988)
- Leo Nucci – Parlami d'amore (1990)
- Leo Nucci – Opera Arias (1997)
- Leo Nucci – Parlami d'amore (1999)

Operngesamtaufnahmen
- Rigoletto (Titelrolle) als CD und DVD
- Il barbiere di Siviglia (Figaro; zweimal eingespielt)
- Macbeth (Titelrolle)
- Falstaff (Ford)
- Don Carlos (Rodrigo)
- Ernani (Carlos)
- Andrea Chénier (Gerard)
- L’elisir d’amore (Belcore) zweimal eingespielt
- La traviata (Giorgio Germont), Covent Garden 1994
- Les vêpres siciliennes (DVD)
- Nabucco (Titelrolle)
- I due Foscari (DVD)

Leo Nucci wirkte in den Verfilmungen von Verdis Macbeth und Rossinis Il barbiere di Siviglia mit.